# Liste der Gemeindeverbände im Département Indre
Das Département Indre liegt in der Region Centre-Val de Loire in Frankreich. Es untergliedert sich in 15 Gemeindeverbände.
Siehe auch: Liste der Gemeinden im Département Indre

## Gemeindeverbände

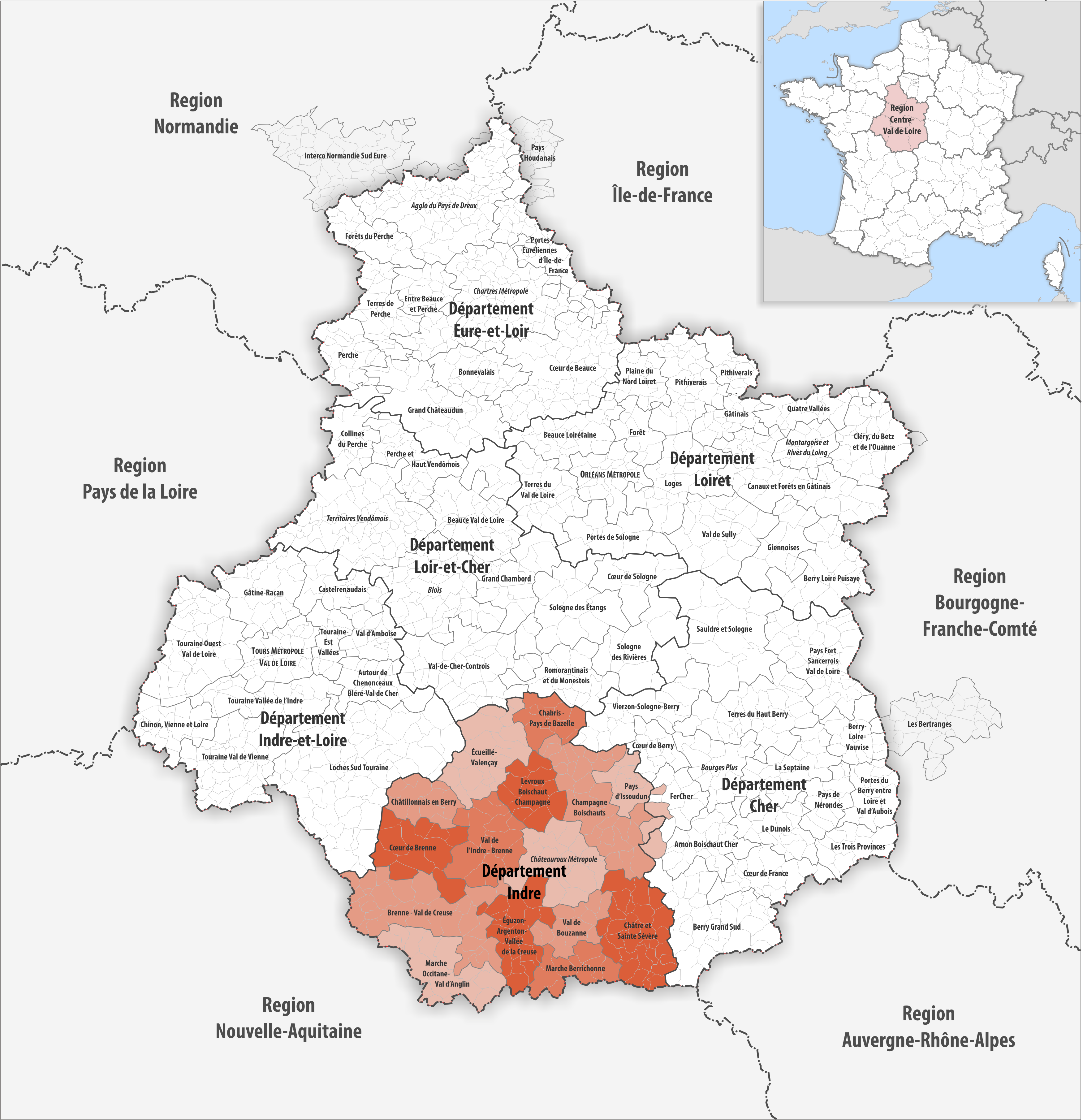
Gemeindeverbände im Département Indre

| Gemeindeverband                     | Gemeinden im Départ./Verband | Einwohner 1. Januar 2022 | Fläche km² | Dichte Einw./km² | SIREN- Nummer | Rechtsform                 | Gründungsdatum    |
| ----------------------------------- | ---------------------------- | ------------------------ | ---------- | ---------------- | ------------- | -------------------------- | ----------------- |
| Brenne-Val de Creuse                | 28/28                        | 17.565                   | 823,50     | 21               | 243 600 319   | Communauté de communes     | 30. Dezember 1998 |
| Chabris-Pays de Bazelle             | 10/10                        | 6.185                    | 249,56     | 25               | 243 600 202   | Communauté de communes     | 15. Dezember 1992 |
| Champagne Boischauts                | 30/30                        | 9.691                    | 710,74     | 14               | 200 068 880   | Communauté de communes     | 25. November 2016 |
| Châteauroux Métropole               | 14/14                        | 72.566                   | 537,88     | 135              | 243 600 327   | Communauté d’agglomération | 29. Dezember 1999 |
| La Châtre et Sainte-Sévère          | 30/30                        | 16.134                   | 642,78     | 25               | 243 600 350   | Communauté de communes     | 26. Dezember 2001 |
| Châtillonnais en Berry              | 10/10                        | 5.638                    | 276,43     | 20               | 200 035 848   | Communauté de communes     | 20. Dezember 2012 |
| Cœur de Brenne                      | 11/11                        | 4.659                    | 441,83     | 11               | 243 600 343   | Communauté de communes     | 29. Dezember 2000 |
| Écueillé-Valençay                   | 18/18                        | 10.933                   | 539,92     | 20               | 200 040 558   | Communauté de communes     | 1. Januar 2014    |
| Éguzon-Argenton-Vallée de la Creuse | 21/21                        | 19.302                   | 452,38     | 43               | 200 068 872   | Communauté de communes     | 25. November 2016 |
| Levroux Boischaut Champagne         | 10/10                        | 6.162                    | 342,90     | 18               | 243 600 293   | Communauté de communes     | 30. Dezember 1996 |
| Marche Berrichonne                  | 9/9                          | 5.504                    | 284,19     | 19               | 200 007 052   | Communauté de communes     | 18. Dezember 2006 |
| Marche Occitane-Val d’Anglin        | 17/17                        | 6.517                    | 507,76     | 13               | 200 035 137   | Communauté de communes     | 1. Januar 2013    |
| Pays d’Issoudun                     | 9/12                         | 18.778                   | 310,66     | 60               | 243 600 236   | Communauté de communes     | 20. Dezember 1993 |
| Val de Bouzanne                     | 12/12                        | 5.969                    | 277,19     | 22               | 200 018 521   | Communauté de communes     | 26. Dezember 2008 |
| Val de l’Indre-Brenne               | 12/12                        | 13.242                   | 481,56     | 27               | 243 600 301   | Communauté de communes     | 30. Dezember 1997 |